# 胡少安
胡少安（1925年—2001年4月15日），台灣京劇演員，工生行。與周正榮、哈元章、李金棠並列台灣四大老生。
在北京出生，父親胡寶安工場面（樂隊）。曾在北京富連成科班「帶藝搭班」（已有根底才參加科班，在裡面邊演邊學，不是從頭學起），係「元」字科，但後因腿傷退出。后到李盛藻的戲班工作，師從劇團導演高慶奎。
顧正秋劇團到台灣時，他應邀隨團擔任頭路老生（正生），就此留在台灣。顧正秋解散戲班退出舞台后，他轉到中華民國海軍的海光劇隊，曾任隊長，後在中視（當時是國民黨經營）製作電視京劇。
胡少安縱橫菊壇近五十年。能戲甚多，兼善馬(連良)派與高(慶奎)派名戲，文武崑亂不檔，在台演出並留下的錄像有：
高派戲--除三害、上天台、哭靈牌、連營寨、永安托孤、青梅煮酒論英雄、逍遙津、讓成都、雙投唐、逍遙津、失空斬、戰長沙；
馬派戲--四進士、群英會、借東風、趙氏孤兒、胭脂寶褶、打魚殺家、蘇武牧羊、坐樓殺惜、打嚴嵩、天雷報、白莽台、鐵蓮花、打姪上墳、十老安劉、甘露寺、龍鳳呈祥；
譚余楊派戲--奇冤報、連環套、托兆碰碑、清官冊、八大錘、南天門、戰太平、戰樊城、武昭關、擊鼓罵曹、四郎探母、定軍山、陽平關、天官賜福；
言派戲--宮門帶、臥龍弔孝、天水關、罵楊廣、南陽關；
老旦戲-打龍袍、雁門關
提起台灣的京劇發展史，不能忽略胡少安。在海峽兩岸資訊開放後，許多胡少安的演出錄像被大陸戲迷轉載觀賞，都給予非常高的評價。特別是其留下了許多目前已經幾近失傳的經典劇目錄像，如：鐵蓮花、南天門、讓成都、天官賜福、罵楊廣、武昭關等等。
唐文華是他的弟子。2020年，唐文華接受采访时表示，胡少安藝兼多派，擅長各派拿手好戲，表演全面，對於他的表演有很大的幫助。上海京劇院一級演員李軍到台灣拜他為師。